# Preiselbeerkrieg

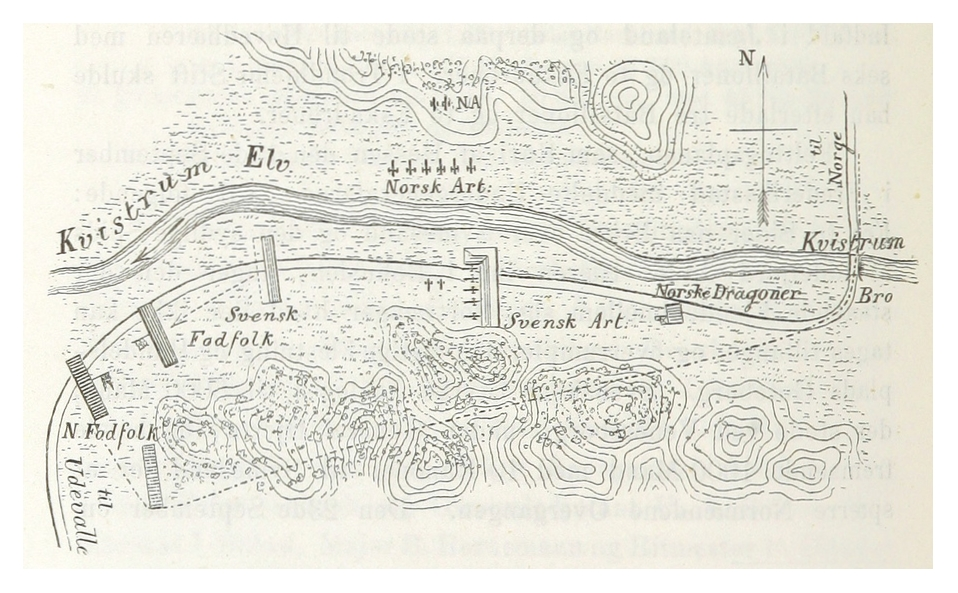
Karte zum Gefecht bei der Brücke von Kvistrum

Als Preiselbeerkrieg (dänisch/norwegisch: Tyttebærkrigen) wird der Einfall norwegischer Truppen nach Schweden im Spätsommer und Herbst 1788 bezeichnet.

## Geschichte

### Vorgeschichte
Nachdem der schwedische König Gustav III. Ende Juni 1788 Russland angegriffen und einen weiteren russisch-schwedischen Krieg ausgelöst hatte, gab Dänemark seine Neutralität auf und griff gemäß seinen sich aus dem Vertrag von Zarskoje Selo ergebenden Verpflichtungen in den Krieg ein. Da Dänemark und Norwegen als Dänemark-Norwegen in Personalunion verbunden waren, wurde auch Norwegen in den Krieg hineingezogen.

### Das Gefecht bei der Brücke von Kvistrum
Der dänisch-norwegische Plan war, Schweden, das den größten Teil seiner Truppen im Osten, im Kampf gegen Russland, eingesetzt hatte, von Westen her in den Rücken zu fallen. Am 24. September 1788 rückten die Norweger unter dem Kommando von Prinz Karl von Hessen von der norwegischen Grenze in die schwedische Provinz Bohuslän ein. Am 29. September siegten die Norweger in einem Gefecht bei der Brücke von Kvistrum (im heutigen Ort Munkedal). Sie machten 800 Gefangene, ohne selbst nennenswerte Verluste zu erleiden. Der Kampf dauerte nur 45 Minuten und endete mit der schwedischen Kapitulation. Auf beiden Seiten fielen je fünf Soldaten. 61 Schweden und 16 Norweger wurden verwundet. In den folgenden Tagen besetzten die Norweger die Kleinstädte Uddevalla und Vänersborg.

### Der Name „Preiselbeerkrieg“
Weit mehr Opfer als die wenigen Scharmützel forderten auf norwegischer Seite in den folgenden Wochen Krankheit und Hunger, da der norwegische Nachschub miserabel organisiert war. Schätzungsweise 1.500 norwegische Soldaten starben. Die hungernden Soldaten suchten nach Waldbeeren, u. a. Preiselbeeren, um zu überleben. Dieses Geschehen gab dem Krieg seinen Namen.

### Waffenstillstand
Am 9. Oktober 1788 schlossen Dänemark-Norwegen und Schweden einen Waffenstillstand. Am 12. November 1788 zogen sich die norwegischen Truppen über die Grenze in ihr Land zurück.

### Folgen
An diesem Feldzug nahm auch Frederik von Haxthausen als Offizier teil. Als Folge der desaströsen Versorgung der Truppe, die Ursache für eine todbringende Seuche unter den Soldaten gewesen war, reiste er 1793 ins Ausland, um dort die Organisation des Nachschubs zu studieren. Er besuchte dafür die preußischen, österreichischen und andere Heere.